# Werner Leimgruber
Pour les articles homonymes, voir Leimgruber.
Werner Leimgruber, né le 2 septembre 1934 à Bâle et mort le 2 janvier 2025, est un joueur de football suisse, actif entre 1954 et 1970.

## Carrière

### En club
Werner Leimgruber joue toute sa carrière au FC Zurich de 1954 à 1970, à l'exception d'un passage au FC Locarno lors de la saison 1956-1957. D'abord avant-centre — il est meilleur buteur de ligue nationale B en 1957-1958 — il devient ensuite milieu de terrain puis défenseur. 
Il est trois fois champion de Suisse (1963, 1966 et 1968) avec le FC Zurich. Il joue 13 matchs en Coupe d'Europe des clubs champions et atteint les demi-finales de cette compétition en 1964.

### En équipe nationale
Leimgruber compte dix sélections en équipe de Suisse où il évolue comme défenseur. 
Il joue son premier match le 31 mars 1963 face aux Pays-Bas. Il participe à la Coupe du monde de 1966 en Angleterre. Lors du mondial, il joue un match contre l'Espagne. Ce sera son dernier match en équipe nationale.

## Palmarès
- Champion de Suisse en 1963, 1966 et 1968 avec le FC Zurich
- Vainqueur de la Coupe de Suisse en 1966 et 1970 avec le FC Zurich
- Demi-finaliste de la Coupe d'Europe des clubs champions en 1964 avec le FC Zurich